# フラワー=デストロイヤーシリーズ
『フラワー=デストロイヤーシリーズ』は、「花とゆめ」（白泉社）および「花ゆめEPO」に掲載された、那州雪絵による短編連作シリーズ漫画の総称。

第1作の『フラワー=デストロイヤー』に因んでこう呼ばれることが多い。その他『デストロイヤーシリーズ』などとも呼ばれる。

## 概要
- 那州の新人時代から脂の乗った中期にかけて連作されたシリーズで、作風や画風の変遷が著しい作品である。
- デビュー当時の短編連作シリーズ・『智美と徹シリーズ』と世界を共有しており、共通のキャラクターも登場する。
- 当初は年に1作程度を発表していたが、『ここはグリーン・ウッド』の連載が長期化したため、完結編の『ダーク・エイジ』を発表するまでに6年の歳月を費やした。
- また編集側の意向もあり「ここを逃すと完結が何年後になるか判らない（那州談）」とのことで、『ダーク・エイジ』は元々2本あった作品の構想を1本にまとめる形で出来上がったと明かしている。
- 作品の時代背景は「198X年」であり、『ダーク・エイジ』冒頭でも改めて強調している。

## 作品
フラワー=デストロイヤー
花とゆめ1985年21号掲載。智恵・高校1年の秋が舞台。
プロトウインド
花ゆめEPO1986年2月号掲載。『フラワー=デストロイヤー』の後日談が中心。
サマー・ファング - 夏の牙 -
花ゆめEPO1987年9月号掲載。智恵・高校2年の夏が舞台。
『ここはグリーン・ウッド』連載の合間を縫って執筆された。
ダーク・エイジ
花とゆめ1991年18号〜23号掲載。智恵・高校3年の夏が舞台。
シリーズ完結編で、『智美と徹シリーズ』のその後も描かれる。
『ここはグリーン・ウッド』終了直後に執筆された。
- このほか、短編漫画『冒険者たち』（花とゆめ1986年20号掲載、『ここはグリーン・ウッド』第1巻収録）も同一の高校を舞台にしており、メインキャラ4人がカメオ的に登場する。同作の主人公たちは、泉が部長を務める美術部の部員である。

## あらすじ
高西智恵は、心に何か釈然としないものを抱えて「優等生」を演じる少女。ところが彼女の前に未来からやって来た謎の花"デストロイヤー"がやって来たことから彼女の生活は一変する。

花の香りを吸ったことで真性の超能力者として目覚めてしまった智恵、彼女の住む町にある「時空の歪み」の秘密。彼女は秘密を共有する友人ともども、未来からやって来たタイムパトロール隊のアシスタントを務めさせられることになる。

しかしそんなこととは関係無くやってくる日々の高校生活、そして受験戦争。そんなことに超能力が微塵も役に立たないことを知りながら、智恵は悩み戦ってゆく。

## 登場人物

### 主要人物
高西 智恵（たかにし ちえ）
私立高校生。"デストロイヤー"の香りを吸ってしまったことで一時的に超能力を身につけるが、効力が切れたあとも能力だけが残った「真性の超能力（念動力）者」。のちに、不安定だが精神感応も出来るようになる。
学校では成績優秀で「優等生」を演じていたが本来は破天荒な性格で、デストロイヤーとともにやって来たエレーンとの戦いで校舎を破壊して以来「何処か不気味な生徒」扱いを受けている。
エレーン事件後、彼女の能力が真性であることを知ったタイムパトロール隊によって現地アシスタントとして採用され、幾つかの"デストロイヤー案件（ケース）"に向かうことになる。
『智美と徹シリーズ』の主人公・高西智美のひとつ下の妹である。大学進学志望。
矢町 高行（やまち たかゆき）
私立高校生で智恵のツルミ友達。"デストロイヤー"の秘密を共有したため、タイムパトロール隊の監視下に置く意味も含めてアシスタントとして、放課後事務所に常駐している。
ケンカっ早い性格で、校則全文書き取りの処分を学校側から何度も受けているらしい。
初登場時は智恵とほとんど変わらない身長だったが、2年間で身長が15cm伸び、外見面では一番変わった人物。
泉 豊（いずみ ゆたか）
私立高校生で智恵のツルミ友達。矢町と同じくタイムパトロール隊の事務所に常駐する。
美術部部長で美大志望のため、『サマー・ファング』『ダーク・エイジ』ではなかなか4人での時間がとれなくなっている。
美意識に関してはかなり無頓着で、机の中はいつも汚い。一見矢町に振り回されているようだが、美術への道については固い信念を持っている。
関根 万理（せきね まり）
私立高校生で智恵のツルミ友達。矢町と同じくタイムパトロール隊の事務所に常駐する。
美少女で愛想がいいため常に誰かに好かれているが、本人はかなり無頓着。
元々"デストロイヤー"は、彼女の住むマンションの前に蕾の状態で置かれていた。
ネーミングの元ネタは、お笑いタレント関根勤の長女で、現在はタレントの関根麻里。
- 矢町と泉は、作者の旧知である某有名アニメーターがモデル。一応実名は明かされていないが、外見・性格・性癖などはほぼ本人そのままであるらしい。

### タイムパトロール隊員
隊員は全員「未来の情勢を明かさない」という理由で本名を名乗っていない（ただしこれは『サマー・ファング』での宮野の説明であり、真偽は不明）。ここでは、作中で呼ばれたあだ名や特徴等で記載する。
未来人（みらいぢん）
20歳。以下隊員のなかで、唯一シリーズ全作に登場している（最初に登場したので「未来人」というあだ名が残ってしまった）。支部長たちからは「新入り」と呼ばれている。
元警察官だったが、未来世界でも重要機密事項だった"デストロイヤー"の存在を知ってしまったため、タイムパトロール隊に転属を余儀なくされる。現在、「この時代」の唯一の駐在員。
サングラスに黒尽くめの服装とかなり老け作りしているが、サングラスを取ると年相応の表情になる。
数度の事件にあたる中で徐々に智恵に想いを寄せる描写が増えていったが、当の智恵が鈍感で気付かなかったうえ、時代の違う人間との恋は殺人と同等の禁忌であるため、実ることはなかった。
エレーンの名前を智恵らに明かしてしまったのは彼のミスである。経験不足と「タイムパトロールの講習をちゃんと受けていない」（支部長・談）こと、及び生来の性格により、かなり失敗が多い。智恵も皮肉混じりに「かなり腕が悪い」と評している。
タバコが好きで、よく吸っている。元の時代では禁制品で吸えない。よく火を消さずに吸い殻をその辺に捨てるので、それがあだになったこともある。
支部長（しぶちょう）
女性。「この時代」に臨時に作られたタイムパトロール隊支部の支部長。何故か存在する時空の歪み（故にデストロイヤー中毒者を「この時代」へ引っ掛け出現させる）の原因を調査している。
スナイパー
非常勤隊員。『サマー・ファング』で、中毒者への麻酔銃を放った。
？
非常勤隊員。

### ゲストキャラ
エレーン
『フラワー=デストロイヤー』に登場。未来からやって来た少女。
"デストロイヤー"の研究員である父親からその存在を訊いてしまい、別のタイムパトロール支部（「この時代」の1000年近く前）に駐在する恋人・ナタに逢いに行こうとして花を盗んだ際、中毒に陥ってしまった。
逃亡中に時間跳躍に成功するも、時空の歪みに引っ掛けられて「この時代」に出現した。「未来人」によれば、「座標もなしに」時間跳躍を試みるのは非常に無謀な行為であり、跳躍に失敗すると永久に元の空間には戻って来られない、とされている。
本来は非常に内向的な性格だが、花のせいで凶暴化した。花による能力は、花の香りを呼吸している間だけ効力がある、と誤解しており、花を取り返すためだけに智恵達の高校を破壊する。
事件解決後は、効力切れを待って花に関する記憶を消され、日常生活へ戻った模様。
宮野 央（みやの なかば）
『サマー・ファング』および『ダーク・エイジ』に登場。智恵達と同学年。
"超常現象研究会"なる部活動を作ろうと企み、前年の「校舎破壊事件」についてしらばっくれ続ける智恵をしつこく勧誘する。
「鬼のように」頭の切れる男だが、ワンマンタイプで校内での評判は良くない。25年計画で首相（或いはその時代のトップ）に立つため、裏で智恵の念動力を利用しようと企んでいる。国立大学志望。
『ダーク・エイジ』では智恵に相手にされず、ほとんど出番が無い。
鳥井 環（とりい たまき）
『ダーク・エイジ』に登場。智恵の3年時のクラスメイトで、矢町の2年時のクラスメイトでもある。国立大学志望の優等生だが、気が弱く未来に自信が持てない。
気分転換のためはじめたアルバイト先で偶然智恵と一緒になるが、彼女の前に"デストロイヤー"が現れたことで、錯乱状態でバイト先の某駅駅ビルを破壊する。そして、力を制御できずに暴走状態となるが……。
不破 徹（ふわ てつ）
『ダーク・エイジ』に登場したほか、『フラワー=デストロイヤー』でもカメオ的に登場。
大学生で智恵の姉・智美の交際相手だが、何処か得体が知れない。実は「時空の歪み」の鍵を握る人物。
駅ビル破壊事件の際、偶然その場に居合わせたことから、智恵とふたりで鳥井の救出に向かう。
高西 智美（たかにし ともみ）
『ダーク・エイジ』に登場したほか、『フラワー=デストロイヤー』『サマー・ファング』でもカメオ的に登場。
専門学生で、智恵のひとつ年上の姉であり徹の交際相手。妹と違いかなりボーッとした凡庸なキャラクターだが、徹の正体を唯一知り、そのうえで愛している女性。
駅ビル破壊事件の際爆破現場に居合わせたが、徹のお陰もあり無事に避難する。

## "デストロイヤー"（略称：「花」）
- 未来の世界（「未来人」達の時代）、辺境の惑星で採取された原生植物で、花の香りに「人の脳に眠っている能力」（超能力・怪力等）を引き出す作用があるらしいが、まだ研究が進んでいないため、その存在は国家級の機密とされていた。
- その香りは「通常にない能力」を引き出す一方で中毒症状を引き置こす。それはエレーンのように性格が凶暴になるものから、鳥井のように完全に錯乱する状態まで様々である。
- 基本的に"花"の存在は最重要機密とされているものの、密輸品の闇世界への流入が後を絶たず、様々な事故や犯罪を引き起こしている。
- 2年間の間に"花"の研究や対策は進み、観賞用の改良種も開発されるようになった。しかし未だに違法栽培や密輸が絶えないため、減ったとはいえ事件は起こり続けている。
- 通常、一定時間が過ぎると"花"の効力は切れ、超能力は再び使えなくなる。
- 現在、"花"の香りを吸って中毒症状を起こさなかったばかりか、それをきっかけに真性（元々素質を持っていた）念動力者として覚醒してしまったのは、智恵ひとりだけである。

## タイムパトロール隊
- 航時機が発明されて以降（航時機自体も一般には極端に利用を制限されているが）、後を絶たない違法使用や犯罪に対して結成された警察の一部隊。
- 本来「この時代」に支部は開設されていなかったが、「この時代のこの町」に時空のひずみがあり、"花"中毒者が錯乱した状態で出現する率が高まったため、臨時に開設されることになった。常駐隊員1名と、非常勤の隊長、隊員2名、それに現地アシスタントとしての智恵で構成され、矢町・泉・万理は彼等の監視下に置かれている。
- 時空のひずみは航時機の正常な動作にも支障をきたしており、目的の時間にたどり着けなかったり、屋外に放り出される場合もあって、「デストロイヤー案件」の障害になったこともある。
- 白亜紀から来た隊員は、彼らのほうでは「1億年に1つしか支部が無い」と言っていた（真偽は不明）。

## 書誌情報

### 単行本
単行本は、現在いずれも絶版。
- フラワー=デストロイヤー 1987年12月25日 ISBN 4-592-11847-2
  - 『フラワー=デストロイヤー』『プロトウインド』『サマー・ファング』のシリーズ3本と、短編漫画『雪女』を収録。
- ダーク・エイジ 1993年02月25日 ISBN 4-592-12614-9
  - 『ダーク・エイジ』と、短編漫画『美形いりませんか?』を収録。

### 文庫版
- フラワー=デストロイヤー 2002年09月13日発売 ISBN 4-592-88180-X
  - シリーズ全作と、『智美と徹シリーズ』の全作を一冊に纏めている。